# Musikjahr 1762
Liste der Musikjahre

◄◄ | ◄ | 1758 | 1759 | 1760 | 1761 | Musikjahr 1762 | 1763 | 1764 | 1765 | 1766 | ► | ►►

Weitere Ereignisse
Dieser Artikel behandelt das Musikjahr 1762.

## Ereignisse

### Die Mozarts
- Leopold Mozart arrangiert Anfang des Jahres eine erste Konzertreise für seinen sechsjährigen Sohn Wolfgang und dessen vier Jahre ältere Schwester Nannerl nach München und eine weitere im Herbst von Passau nach Wien, um dem Adel die talentierten Kinder zu präsentieren.

### Uraufführungen
- 20. Januar: Am Teatro San Carlo in Neapel erfolgt die Uraufführung der Oper Alessandro nell’Indie von Johann Christian Bach. Der Erfolg seiner Opern macht Bach auch im Ausland bekannt. Die britische Königin Sophie Charlotte engagiert ihn als ihren persönlichen Musiklehrer. Im Mai lässt sich Bach vom Mailänder Domkapitel für ein Jahr beurlauben, und obwohl die Stelle für ihn offengehalten wird, kehrt er nie zurück. Er trifft im Sommer in London ein und beginnt bald mit weiteren Kompositionen.
- Frühjahr: Die Oper Il re pastore von Baldassare Galuppi auf ein Libretto von Pietro Metastasio hat ihre Uraufführung am Teatro Ducale in Parma. Eine weitere Vertonung von Johann Christoph Richter wird am Kleinen Hoftheater in Dresden im gleichen Jahr uraufgeführt.
- 05. Oktober: In Wien findet die Uraufführung der Oper Orfeo ed Euridice (Orpheus und Eurydike) von Christoph Willibald Gluck mit dem Libretto von Ranieri de’ Calzabigi statt.

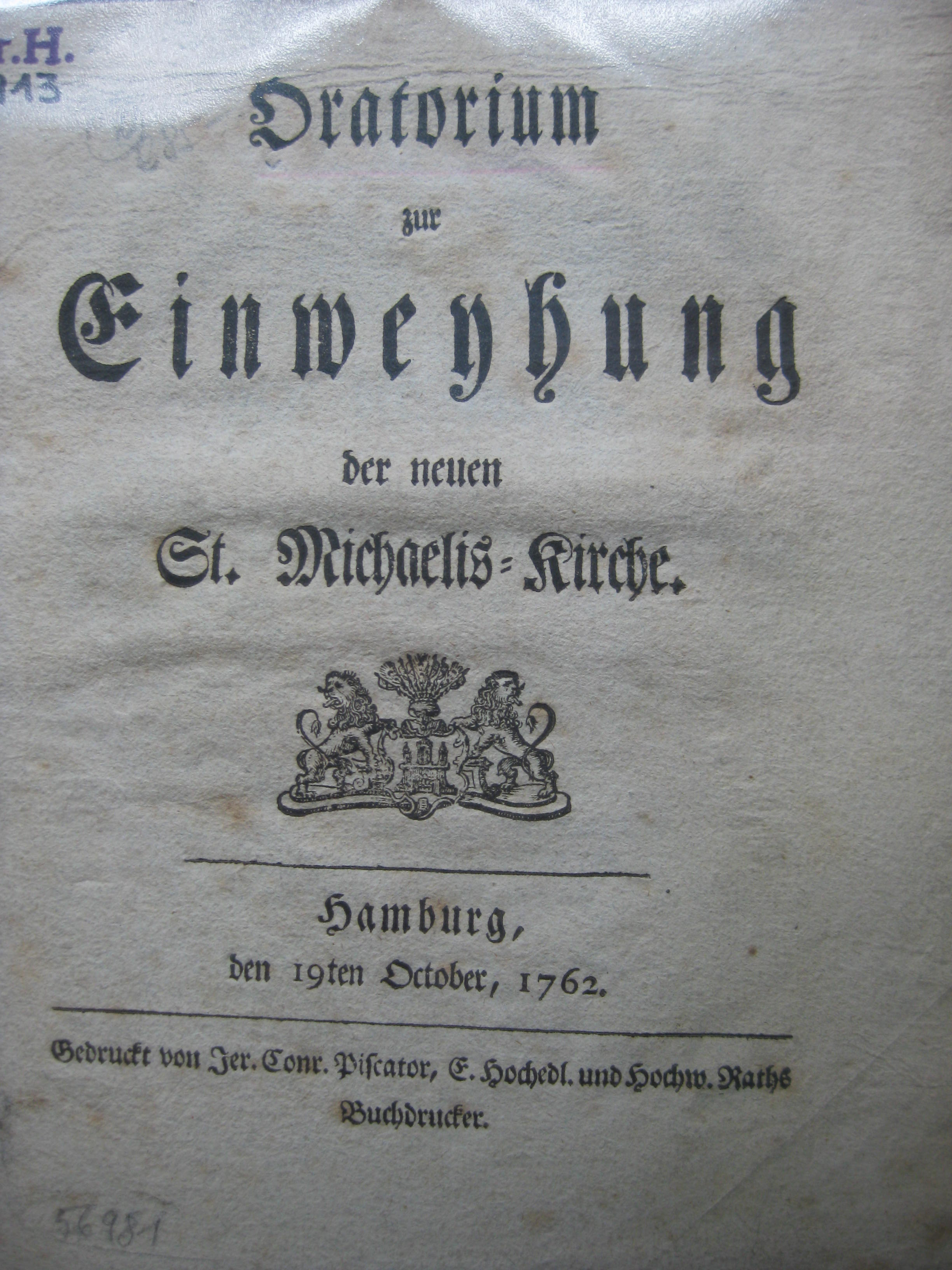
Deckblatt der Textschrift von 1762

- 19. Oktober: Mit der Uraufführung des Oratorium zur Einweyhung der neuen St.-Michaelis-Kirche (Komm wieder Herr, zu der Menge der Tausenden in Israel) von Georg Philipp Telemann wird der Neubau der 1750 abgebrannten St. Michaeliskirche in Hamburg eingeweiht. Der Text der Kantate stammt von Joachim Johann Daniel Zimmermann. Die Uraufführung wird vom 81-jährigen Telemann selbst geleitet.
- 05. November: Die Opera seria Sofonisba von Tommaso Traetta (Musik) mit einem Libretto von Mattia Verazi wird am Hoftheater Mannheim uraufgeführt.

### Ballett
- Jean Georges Noverre erarbeitet am Hof in Stuttgart die Choreographie für die Ballettstücke La Mort d’Hercule und Psyché et l’Amour. Die Musik für das zweite Stück stammt von Jean-Joseph Rodolphe.

### Personalia
- Bernardo Maria Aliprandi wird Cellist am Münchener Hof und behält diese Position bis 1765.[1]
- Rafael Anglés wird am 1. Februar Organist an der Kathedrale von Valencia.[2]
- Giuseppe Aprile wird an der Oper in Stuttgart zum Primo uomo ernannt, diese Position hat er bis 1769 inne.[3]
- Theodore Aylward, seit 1760 Organist an der Oxford Chapel in London, wird Organist an St Lawrence Jewry, und behält diese Stellung bis 1788.[4]
- Tobias Friedrich Bach, seit 1747 Kantor der Reglerkirche in Erfurt wird Kantor an der dortigen Barfüßerkirche.[5]

### Sonstiges
- Anfang des Jahres: Marianne Davies gibt das erste Konzert auf der im Vorjahr von Benjamin Franklin entwickelten Glasharmonika.
- Joseph Haydn komponiert seine Sinfonie Nr. 9 in C-Dur.
- Der zweite Teil von Carl Philipp Emanuel Bachs musikalischem Lehrwerk Versuch über die wahre Art das Clavier zu spielen erscheint neun Jahre nach dem ersten Teil. Mit Clavier ist dabei nicht nur das heutige Klavier gemeint, sondern, wie Bach in seiner Einleitung ausführt, sämtliche Tasteninstrumente wie die Orgel, der Flügel, das Fortepiano und das Clavichord.

## Musikalische Kompositionen
- Carl Friedrich Abel: 6 Sinfonien (Ouvertüren) op. 4, London; Ouvertüre zur komischen Oper Love in a Village von T. A. Arne, uraufgeführt am 8. Dezember in London[6]
- Anton Cajetan Adlgasser: Via viri in adolescentia, Schuldrama, uraufgeführt am 22. Juni; Israel et Albertus Sueciae reges, Schuldrama, uraufgeführt am 22. Juni[7]
- Johann Georg Albrechtsberger: Oratorium de Passione Domini, Libretto: Pietro Metastasio, uraufgeführt in Melk; Sacrificium Jubilaeum, Kantate, uraufgeführt am 18. Juli in Säusenstein, publiziert in Krems an der Donau (verschollen); Orgelkonzert B-Dur[8]
- Charles-Guillaume Alexandre: 6 Trios op. 4 (verschollen)[9]
- Thomas Augustine Arne: Artaxerxes, Oper in englischer Sprache nach dem Libretto von Pietro Metastasio, am 2. Februar am Opernhaus Covent Garden uraufgeführt; Beauty and Virtue Reconciled, Serenata, Text nach Metastasio, uraufgeführt am 26. Februar (Musik verschollen); Love in a Village, Pasticcio comic opera, uraufgeführt am 8. Dezember[10]
- Franz Aspelmayr: Le repos des païsans, Ballett, uraufgeführt am 24. Januar in Wien (Musik verschollen); Le prince jardiner (Il principe persiano), Ballett, uraufgeführt am 4. Februar in Wien; La mascarade (Une masquerade), Ballett, uraufgeführt am 13. Februar in Wien; La querelle appaisée, Ballett, uraufgeführt am 19. April in Wien (Musik verschollen); La retour de la chasse, Ballett, uraufgeführt am 1. Mai in Wien (Musik verschollen); Les montagnards (I montanari), Ballett, uraufgeführt am 2. Juli in Wien; L'algerien, ou Le capitain genereux (L'algerine captive et deliverée, ou Le capitain genereux), Ballett, uraufgeführt am 11. Juli in Wien (Musik verschollen); Le suisse affamé, Ballett, uraufgeführt am 7. August in Wien (Musik verschollen); Les jardiniers, Ballett, uraufgeführt am 21. August in Wien (Musik verschollen); Les vendanges, Ballett, uraufgeführt am 4. Oktober in Wien (Musik verschollen); L'heureuse bergere, ou L'amant magicien (Les bergers), Ballett, uraufgeführt am 21. November in Wien; La fête moresque (Ballo moresco), Ballett, uraufgeführt am 21. November in Wien; L'avare trompé par les fourberies de sa fulle pour avoir la consentiment dans son mariage (L'avare corrigé), Ballett, uraufgeführt am 6. Dezember in Wien (Musik verschollen)[11]
- Antonio Aurisicchio: Giunone placata, componimento drammatico, zur Hochzeit Filippo Bernualdo Orsinis and Teresa Caracciolos, Rom[12]
- Carl Philipp Emanuel Bach: Musikalisches Mancherley für Cembalo, Berlin; Konzert für Cembalo und Streicher B-Dur H 447; Sonatina für Cembalo, zwei Flöten und Streicher D-Dur H 449; Sonatina für Cembalo, zwei Flöten, zwei Hörner und Streicher G-Dur H 450; Sonatina für Cembalo, zwei Flöten, zwei Hörner und Streicher G-Dur H 451; Sonatina für Cembalo, zwei Flöten und Streicher F-Dur H 452; Sonatina in D-Dur für zwei Cembali, zwei Flöten, zwei Oboen, Fagott, drei Trompeten, zwei Hörner und Streicher H 453; Solo für Harfe G-Dur H 563; 20 Oden mit Melodien H 670–84, H 687, H 689–92; Versuch über die wahre Art das Clavier zu spielen II H 870[13]
- Johann Christian Bach: Te Deum in D-Dur für Soli, Chor und Orchester W E 28; Alessandro nell’Indie, Oper W G 3; Cantata a 3 voci … per festeggiare il felicissimo giorno natalizio di sua Maestà cattolica, für Soli, Chor und Orchester, Uraufführung in San Carlo Neapel W G 11[14]
- Johann Ernst Bach: Ein feste Burg ist unser Gott, Kantate[15] RISM ID: 200020859
- Johann Anton Bachschmidt: Erstickter Neid und Eifersucht, Oper (verschollen)[16]

## Geboren

### Geburtsdatum gesichert

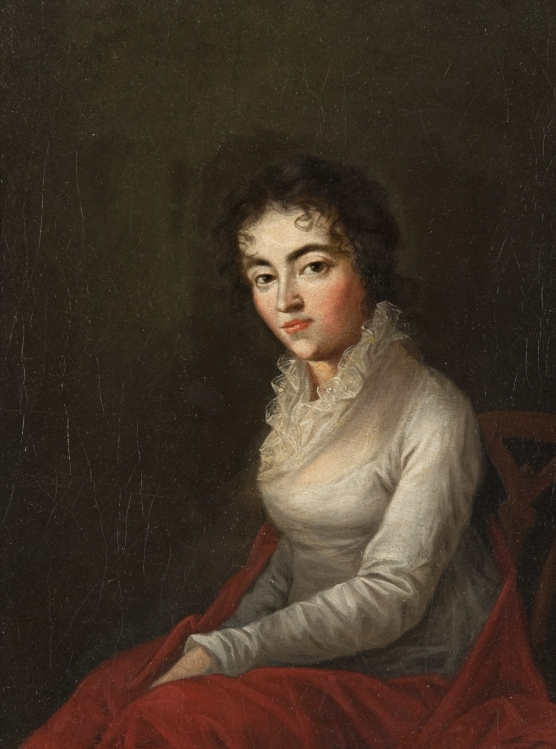
Constanze Mozart; * 5. Januar

- 05. Januar: Constanze Weber, Ehefrau von Wolfgang Amadeus Mozart († 1842)
- 20. Januar: Jérôme-Joseph de Momigny, französischer Komponist und Musikwissenschaftler († 1842)
- 02. Februar: Girolamo Crescentini, italienischer Kastratensopran und Komponist († 1846)
- 19. Februar: Friedrich Franz Hurka, böhmischer Tenor († 1805)
- 22. März: Andrew Adgate, US-amerikanischer Musiker, Musikpädagoge und Chorleiter († 1793)
- 24. März: Marcos António Portugal, portugiesischer Komponist von Opern und Kirchenmusik († 1830)
- 26. März: Francesco Pollini, italienischer Komponist und Pianist († 1846)
- 26. April: Pierre-Jean Garat, französischer Sänger (Bariton) († 1823)
- 22. Mai: Georg Gottfried Müller, US-amerikanischer Kirchenkomponist deutscher Herkunft († 1821)
- 11. Juni: Traugott Leberecht Kämpfe, evangelischer Pfarrer und Kirchenlieddichter († 1828)
- 16. Juni: Carl Christian Agthe, deutscher Komponist und Organist († 1797)
- 19. Juni: Johann Christian Franz, deutscher Sänger (Bass) und Schauspieler († 1812)
- 24. Juni: Johann Paul Wessely, tschechischer Komponist († 1810)
- 20. Juli: Jakob Haibel, österreichischer Komponist, Sänger (Tenor) und Chorregent († 1826)
- 27. November: Josef Gast, österreichischer Orgelbauer († 1829)
- 25. Dezember: Michael Kelly, irischer Schauspieler, Sänger, Komponist und Theatermanager († 1826)
- 26. Dezember: Franz Wilhelm Tausch, deutscher Klarinettenvirtuose und Komponist († 1817)
- 30. Dezember: Peder Schall, dänischer Cellist, Gitarrist und Komponist († 1820)

### Genaues Geburtsdatum unbekannt
- Adelheid Maria Eichner, deutsche Komponistin, Sängerin und Pianistin († 1787)
- James Davis, englischer Orgelbauer († 1827)
- Feliks Janiewicz, polnischer Komponist und Violinist († 1848)
- Joseph Reinagle, britischer Musiker und Komponist († 1836)
- Giovanni Francesco Zulatti, ionischer Arzt, Komponist und Beamter († 1805)

## Gestorben

### Januar bis Juni
- 11. Februar: Johann Tobias Krebs, deutscher Organist, Komponist und Kantor (* 1690)
- 12. Februar: Laurent Belissen, französischer Komponist des Spätbarock (* 1693)
- 09. März: Esprit Philippe Chédeville, französischer Musette-Virtuose und Komponist (* 1696)
- 00. März: Johann Christian Schickhardt, deutscher Komponist (* 1682)
- 07. April: Pietro Guarneri, italienischer Geigenbauer (* 1695)
- 10. April: Johannes Friedrich Drobisch, deutscher Komponist und Kantor (* 1723)
- 23. April: Johann Samuel Endler, deutscher Komponist und Hofkapellmeister (* 1694)
- 27. April: Jan Josef Brixi, böhmischer Organist, Kantor und Komponist (* 1711)
- 08. Mai: Joseph Nicolaus Torner, deutscher Organist und Komponist (* um 1700)
- 16. Mai: Ernst Christian Hesse, deutscher Kapellmeister, Komponist und Gambist (* 1676)
- 24. Mai: Joseph Umstatt, österreichischer Komponist (* 1711)
- 27. Mai: Jakob Joseph Kohaut, böhmischer Lautenist (* um 1678)
- 00. Juni: Giovanni Giorgi, italienischer Komponist und Priester (* um 1690)
- 21. Juni: Johann Ernst Eberlin, deutscher Komponist und Organist (* 1702)

### Juli bis Dezember

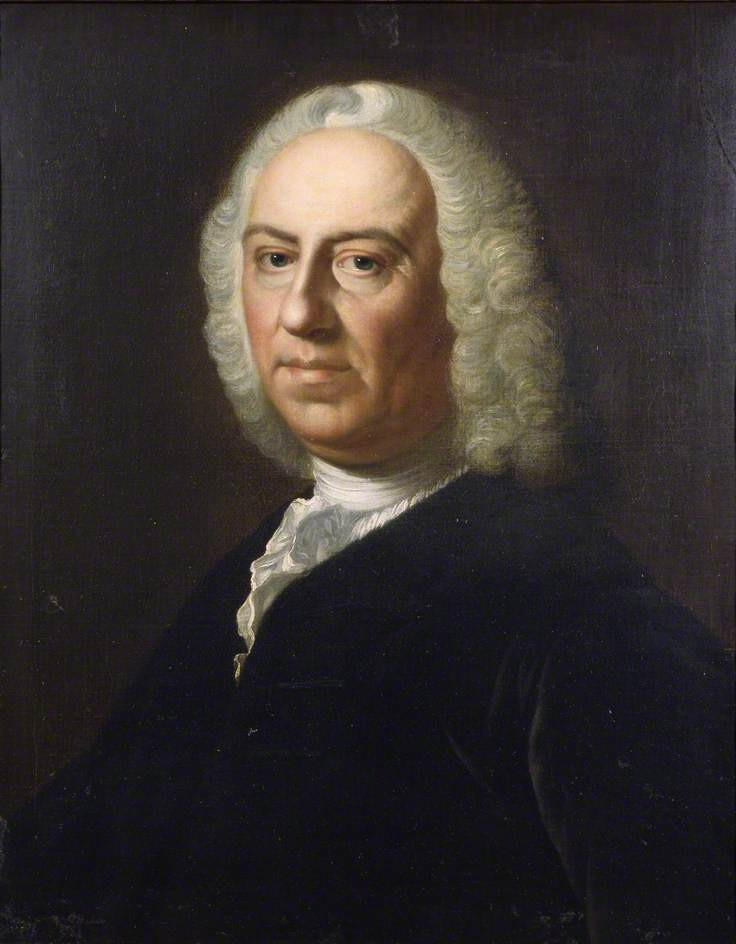
Francesco Geminiani; † 17. September

- 05. Juli: Jakob Adlung, deutscher Organist, Komponist, Musikschriftsteller und Instrumentenbauer (* 1699)
- 20. Juli: Christoph Nichelmann, deutscher Komponist (* 1717)
- 30. Juli: Johann Valentin Görner, deutscher Barockkomponist (* 1702)
- 08. August: Jean Audiffren, französischer Komponist (* 1680)

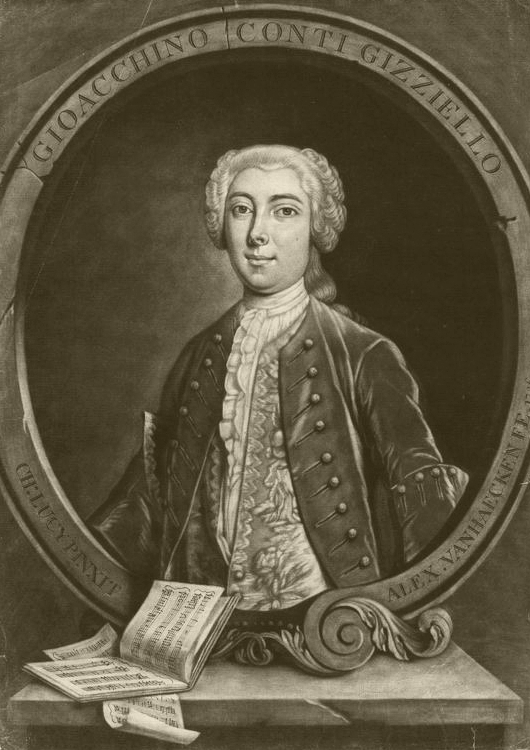
Gizziello

- 17. September: Francesco Geminiani, italienischer Violinist, Komponist (* 1687)
- 01. Oktober: Thomas Baildon, englischer Sänger und Komponist (* unbekannt) RISM ID: 806038146
- 05. Oktober: Jacob Oertel, deutscher Orgelbauer (* unbekannt)
- 06. Oktober: Francesco Manfredini, italienischer Komponist und Violinist (* 1684)
- 00. Oktober: Gizziello, italienischer Kastrat (* 1714)
- 26. November: Jacques-Christophe Naudot, französischer Komponist und Flötist (* um 1690)
- 13. Dezember: Jonathan Krause, deutscher evangelischer Theologe und Kirchenlieddichter (* 1701)
- 24. Dezember: Johann Friedrich Constabel, ostfriesischer Orgelbauer (* 1690)

### Genaues Todesdatum unbekannt
- André-Joseph Exaudet, französischer Komponist und Violinist (* 1710)
- Johann Berenhard Klausing, deutscher Orgelbauer (* 1683)
- Giacomo Giuseppe Saratelli, venezianischer Musiker und Komponist (* 1714)